# STS-116
STS-116 – misja promu Discovery na Międzynarodową Stację Kosmiczną. Start odbył się 10 grudnia, a lądowanie 22 grudnia 2006. Był to pierwszy nocny start wahadłowca od 2002 roku.
Załoga wahadłowca Discovery zamontowała na ISS element kratownicowy ITS P5 i przywiozła materiały logistyczne w pojedynczym module typu Spacehab. W ramach misji został także przekonfigurowany system zasilania stacji, która od początku swojego istnienia działała w konfiguracji tymczasowej. Dzięki zmianom stacja zaczęła pobierać prąd z dodanych podczas poprzedniej misji (STS-115) nowych baterii słonecznych. Przez wielu astronautów i pracowników NASA, misja STS-116 była postrzegana jako najtrudniejsza ze wszystkich pozostałych misji konstrukcyjnych ISS. Była to trzydziesta trzecia misja promu Discovery i sto siedemnasta amerykańskiego programu lotów wahadłowców.
Po przybyciu na ISS Sunita Williams została członkiem Ekspedycji 14 i pozostała w kosmosie aż do misji STS-117. Dotychczasowy członek Ekspedycji 13 i Ekspedycji 14, Niemiec Thomas Reiter, który przebywał tam od 6 lipca 2006 (misja STS-121, także promu Discovery) powrócił wraz z STS-116. Podczas misji zostały przeprowadzone cztery spacery kosmiczne.
Początkowo misja planowana była na 24 lipca 2003 roku. Jednak z powodu katastrofy promu Columbia program lotów wahadłowców został zawieszony.

## Załoga
źródło
- Mark Polansky (2 lot) dowódca (NASA / USA)
- William Oefelein (1 lot) pilot (NASA / USA)
- Nicholas Patrick(1 lot) specjalista misji (MS-1) (NASA / USA)
- Robert L. Curbeam, Jr. (3 lot) specjalista misji (MS-2) (NASA / USA)
- A. Christer Fuglesang (1 lot) specjalista misji (MS-3) (ESA / Szwecja)
- Joan E.M. Higginbotham (1 lot) specjalista misji (MS-4) (NASA / USA)
- Sunita Williams (1 lot) specjalista misji (MS-5), członek załogi pozostający na ISS (NASA / USA)
- Thomas Reiter (2 lot) członek załogi powracający z ISS (ESA / Niemcy)

Do stycznia 2005 roku do misji przygotowywał się Terrence Wilcutt, został on zastąpiony przez Marka Polansky’ego. Związane to było z nową dyrektywą NASA, iż astronauci będą mogli odbywać maksymalnie cztery loty. Przyczyną był relatywnie bardzo duży korpus astronautów NASA (stan na październik 2006: 100 aktywnych pilotów i specjalistów misji) oraz mała sumaryczna ilość miejsc na pokładzie wahadłowców do czasu zakończenia programu w 2011 roku.

## Plan lotu
10 grudnia (01:47:35 UTC) – start z KSC
11 grudnia (22:12 UTC) – połączenie z Międzynarodową Stacją Kosmiczną
12, 14, 16, 18 grudnia – spacery kosmiczne. Montaż elementu ITS P5.
19 grudnia (22:10 UTC) – odłączenie od Międzynarodowej Stacji Kosmicznej
22 grudnia (22:32:00 UTC) – lądowanie w KSC

## Rzeczywisty przebieg misji
- 9 listopada – o godz. 14:03 UTC prom został umieszczony na platformie startowej 39B.
- 5 grudnia – o godz. 04:00 UTC rozpoczęto odliczanie od stanu T-43 godz.
- 8 grudnia – o godz. 02:35, na pięć minut przed zaplanowanym startem, z powodu złych warunków atmosferycznych wstrzymano procedurę odliczania. Kolejną próbę startu przesunięto o dwie doby.
- 10 grudnia – o godz. 01:47:35 UTC z Przylądka Canaveral na Florydzie wystartował wahadłowiec Discovery do misji STS-116. Po niecałych dziewięciu minutach prom wszedł na orbitę okołoziemską.
- 11 grudnia – podczas pierwszego dnia lotu przy pomocy kamery zainstalowanej na końcu manipulatora astronauci przeprowadzili inspekcję powłoki termicznej wahadłowca. O godz. 22:12 UTC dokonano połączenia promu z Międzynarodową Stacją Kosmiczną. Na godzinę przed połączeniem prom zbliżył się do ISS, tak aby stała załoga stacji mogła wykonać fotografie powierzchni Discovery w celu ewentualnego wykrycia uszkodzeń jego powłoki termicznej. O 23:54 UTC astronauci przeszli na pokład stacji.
- 12 grudnia – Sunita Williams formalnie zmieniła Thomasa Reitera w składzie stałej załogi. Za pomocą manipulatora po raz kolejny przeprowadzono inspekcję poszycia dolnej części krawędzi natarcia lewego skrzydła orbitera. Dzień wcześniej jeden z czujników zasygnalizował w tym rejonie lekkie uderzenie mikrometeorytu. Nie ujawniono jednak żadnych widocznych uszkodzeń. Astronauci Robert Curbeam oraz Christer Fuglesang po raz pierwszy podczas tej misji wyszli w skafandrach EMU na zewnątrz ISS. Kosmiczny spacer rozpoczął się o 20:31 UTC i zakończył po 6 godzinach i 36 minutach. Podczas EVA-1 obaj na trwałe połączyli kratownicę P5 z P4 i podłączyli ją do systemów stacji. Sprawnie przeprowadzone czynności pozwoliły astronautom na wykonanie części zadań przewidzianych programem EVA-2.
- 13 grudnia – wystąpiły problemy ze składaniem baterii słonecznych P6. W trakcie składania zestaw zaczął się deformować, uniemożliwiając kontynuację tej czynności. Ponowne rozłożenie i złożenie baterii nie przyniosło pożądanego rezultatu, bo deformacja nastąpiła w innym miejscu. Kontrola lotu zadecydowała o powtarzaniu procedury aż do skutku.
- 14 grudnia – przerwano prace przy złożeniu panelu P6. Operację rozkładania i składania panelu powtórzono 45 razy, ale udało się jedynie doprowadzić do złożenia 17 sekcji. Na szczęście umożliwiło to obrót paneli umieszczonych na sekcji P4. Kierownictwo lotu rozważa sposoby złożenia panelu z udziałem astronautów misji STS-116 lub stałej załogi Międzynarodowej Stacji Kosmicznej. Poza tym uruchomiono jeden z obwodów chłodzenia stacji napełniając go amoniakiem. O godzinie 19:41 UTC astronauci Curbeam i Fuglesang rozpoczęli EVA-2. Przez 5 godzin pobytu poza stacją uruchomili kolejny system chłodzenia stacji oraz dokonali przełączenia dwóch głównych obwodów elektrycznych.
- 15 grudnia – przez kilka godzin załoga podejmowała próby złożenia panelu P6. Niestety nie przyniosły one spodziewanego rezultatu.
- 16 grudnia – Robert Curbeam oraz Sunita Williams o godz. 19:25 UTC rozpoczęli EVA-3. Astronauci przełączyli pozostałe dwa główne obwody zasilania ISS. Pod koniec pobytu poza stacją dokonali kontroli panelu P6 i podjęli próbę dokończenia składania feralnej baterii słonecznej. Wprawiając panel w drgania udało się im złożyć 4 kolejne sekcje. W ten sposób ilość złożonych sekcji wyniosła 21 (na 31). 17 grudnia o godz. 2:56 UTC, po 7 godzinach i 31 minutach, astronauci powrócili na Międzynarodową Stację Kosmiczną. Do planu wyprawy dodano jeden dzień, tak aby podczas dodatkowego spaceru kosmicznego można było złożyć tą samą metodą pozostałą część panelu P6.
- 18 grudnia – o 19:00 UTC rozpoczęto EVA-4. Po ponad 5 godzinach Curbeam i Fuglesang złożyli całkowicie panel P6 i dokonali jego zabezpieczenia. Na pokład ISS obaj powrócili 19 grudnia o 1:38 UTC. Pobyt astronautów poza stacją trwał 6 godzin i 38 minut.
- 19 grudnia – o godz. 22:09 UTC prom Discovery oddokował od stacji orbitalnej ISS i krążył niezależnie po orbicie.
- 20 grudnia – wykonano skan osłony termicznej. Nie wykazał on żadnych uszkodzeń.
- 21 grudnia – o godz. 00:20 UTC z ładowni promu wyrzucono zespół dwóch pikosatelitów MEPSI-2, służących do testowania inspekcji powierzchni satelitów. O 01:56 UTC wyrzucono z ładowni kolejnego satelitę: podwójnego pikosatelitę do badania technologii komunikacyjnych – RAFT-1/NMARS. O 18:22:47 UTC ładownię miały opuścić dwa minisatelity (MAA i FCal) do badania gęstości atmosfery, projekt ANDE[RR]. Jak poinformowała załoga promu, tylko jeden satelita, MAA, odłączył się od platformy, z którą oba minisatelity zostały wyrzucone.
- 22 grudnia – o godz. 22:32:00 UTC wahadłowiec Discovery wylądował na bieżni 15 Centrum Lotów Kosmicznych im. Johna F. Kennedy’ego na Florydzie.

## Galeria

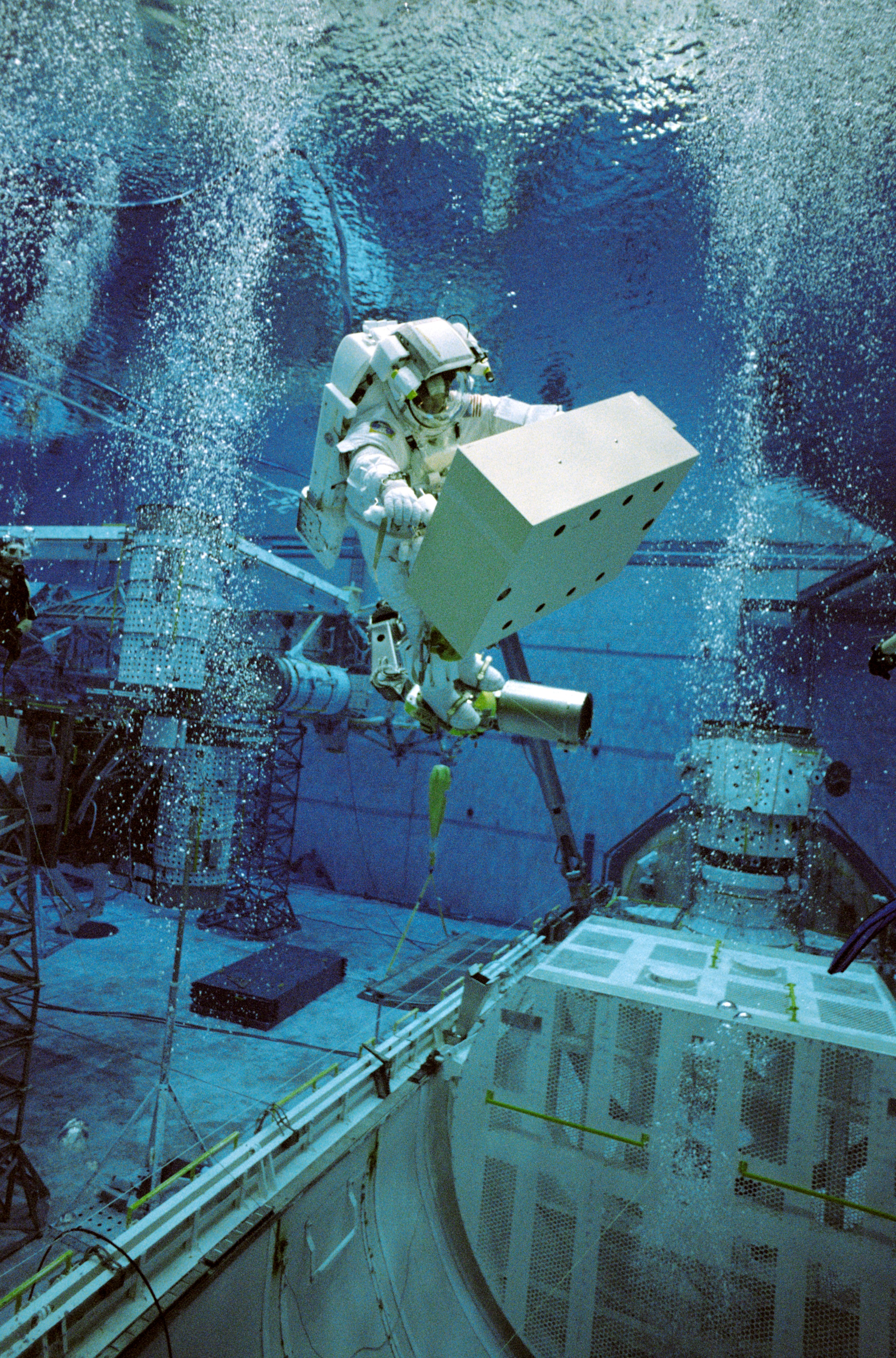
Fuglesang przechodzi trening do misji STS-116 w warunkach symulujących przestrzeń kosmiczną
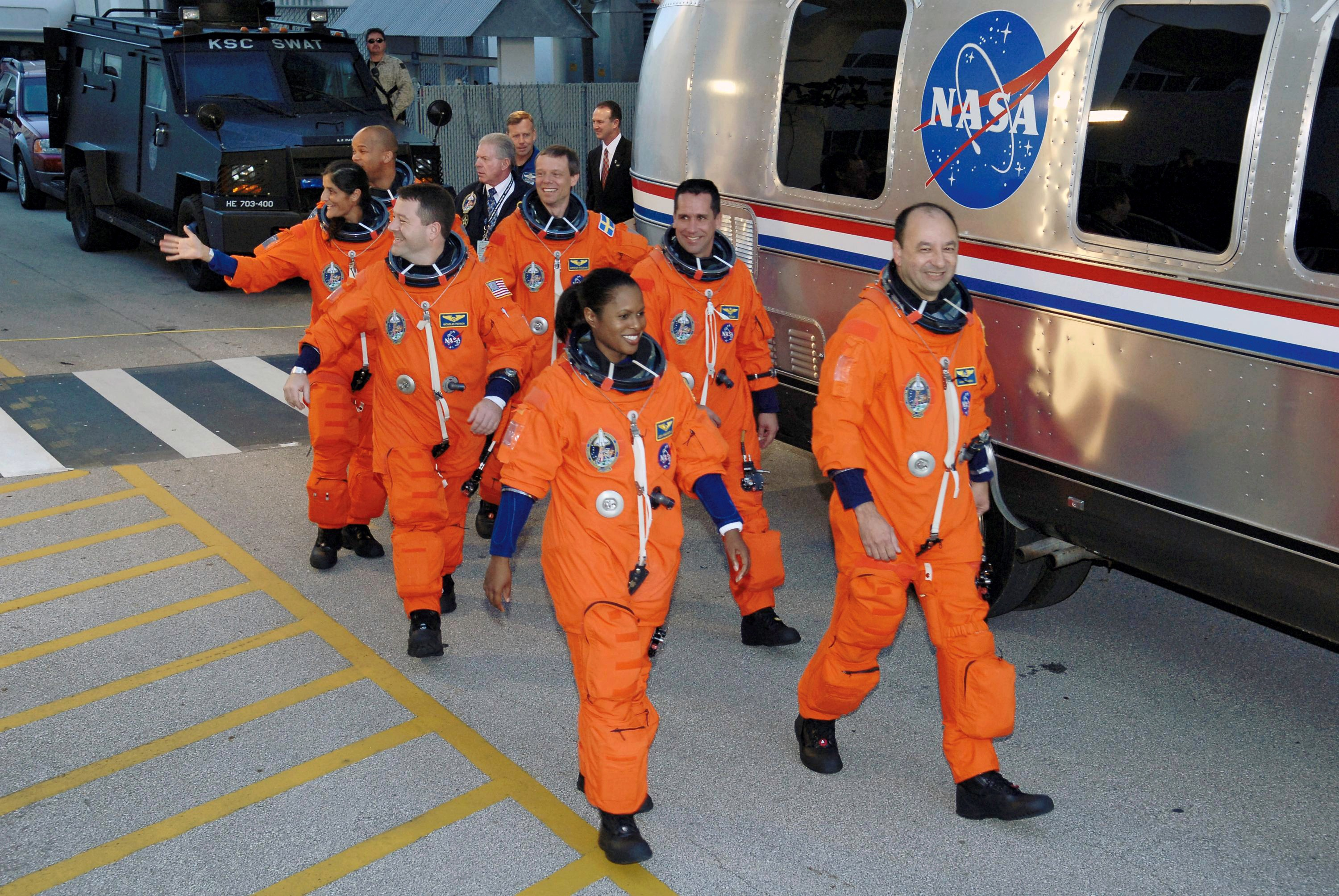
Załoga misji STS-116 w drodze na stanowisko startowe promu kosmicznego
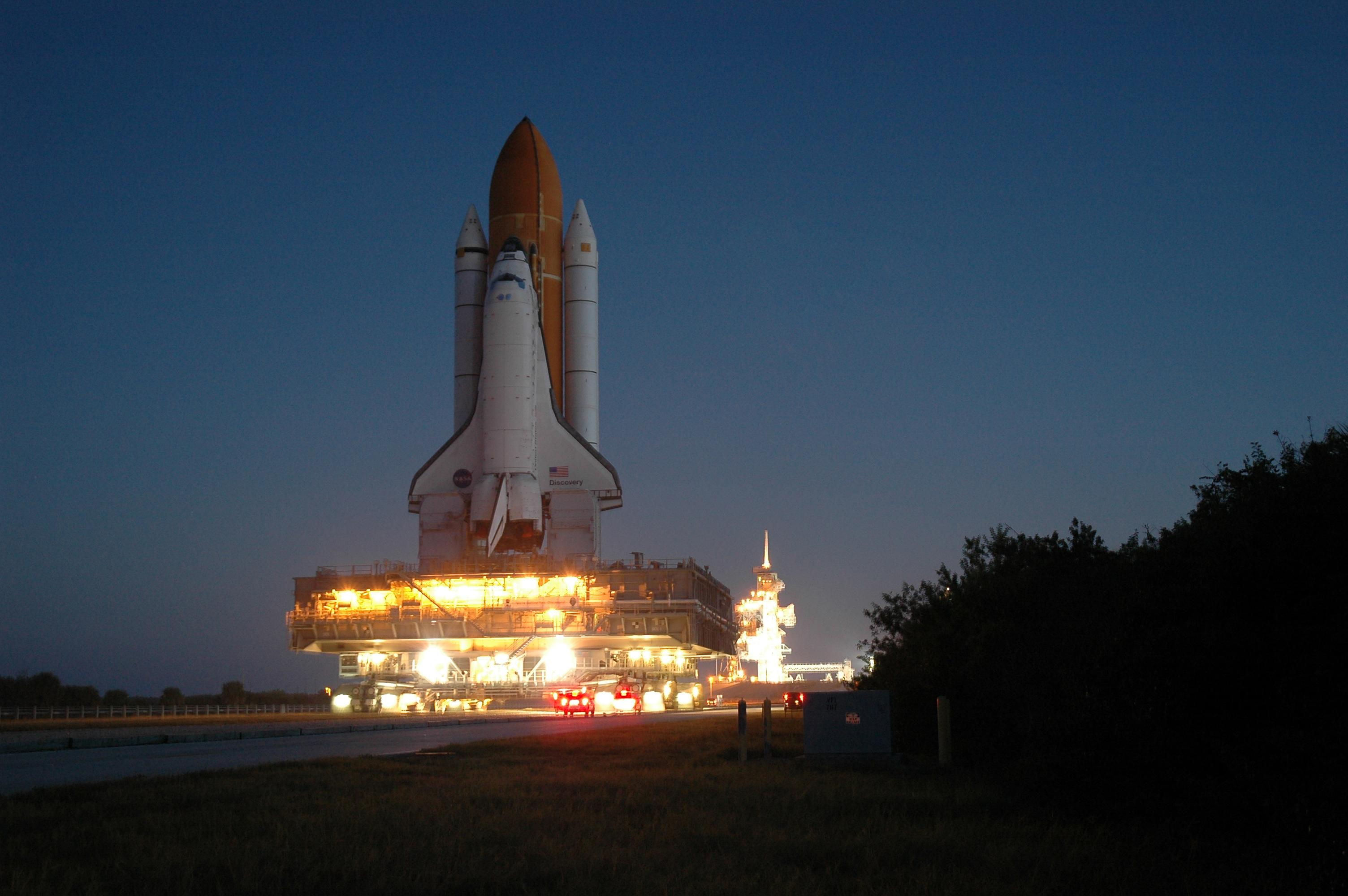
Discovery w drodze na wyrzutnię startową 39B
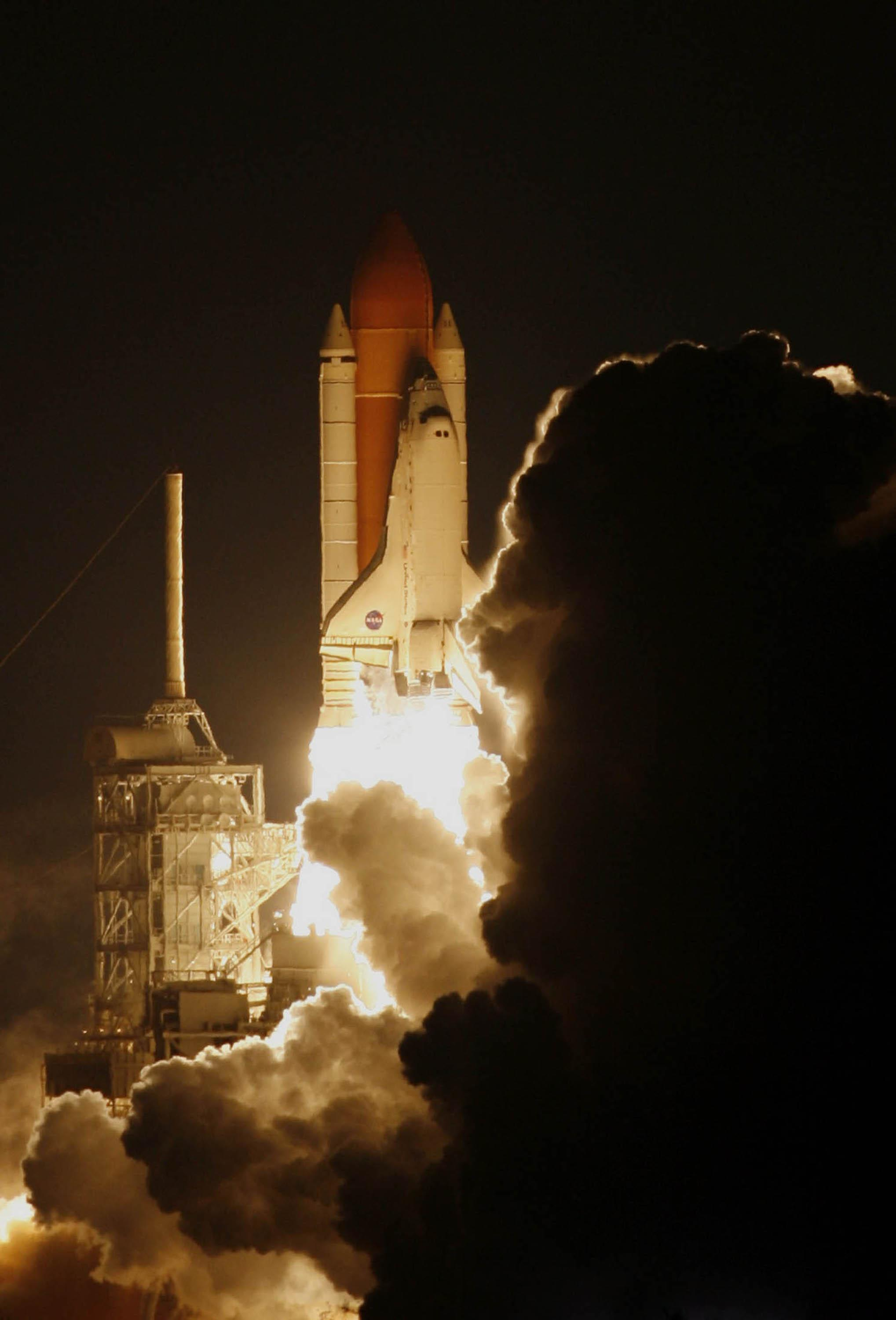
Start Discovery 10 grudnia 2006
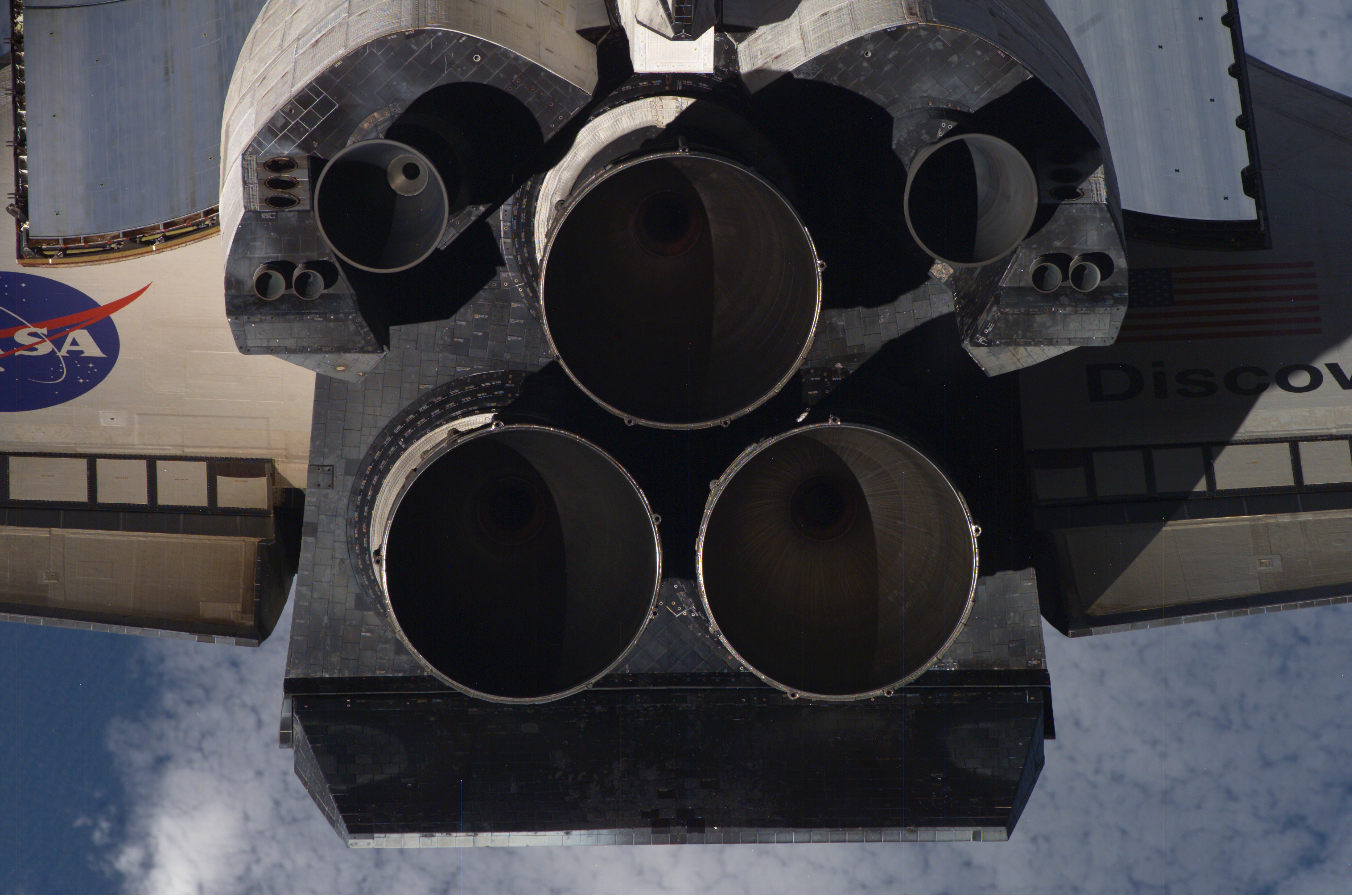
Przegląd promu przed przycumowaniem do stacji kosmicznej w misji STS-116
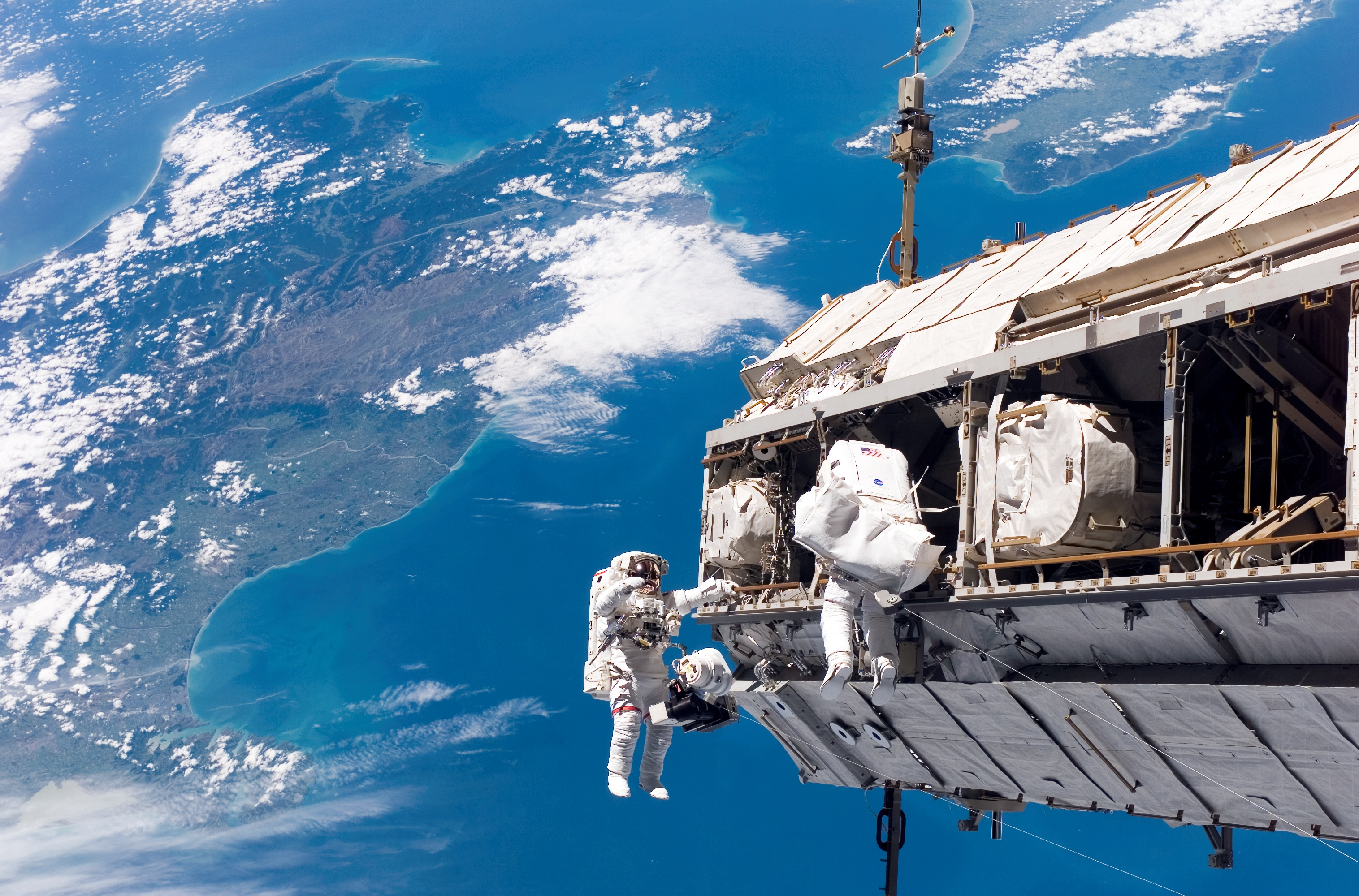
Fuglesang i Curbeam podczas EVA-1
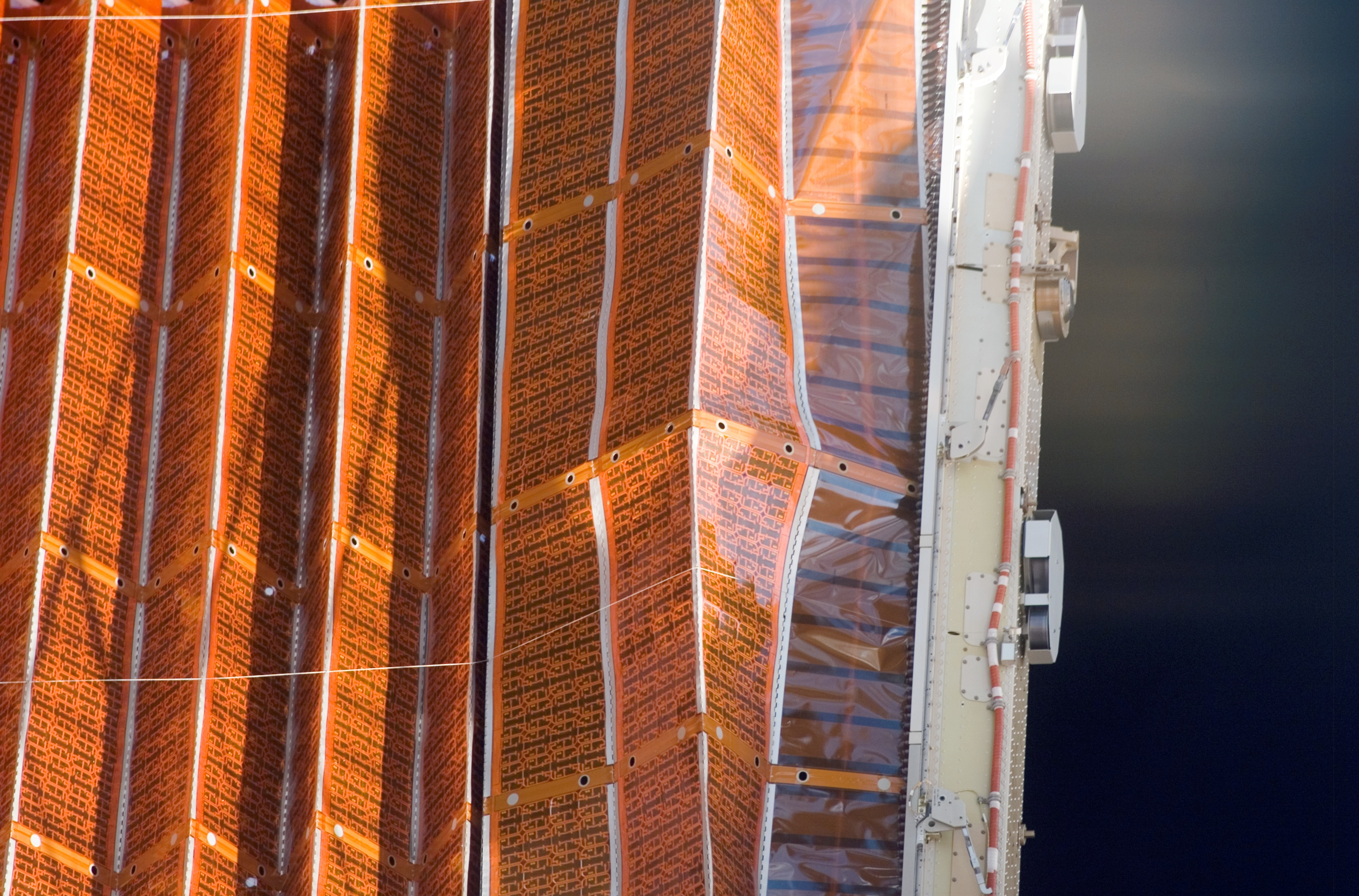
Zdeformowany panel P6
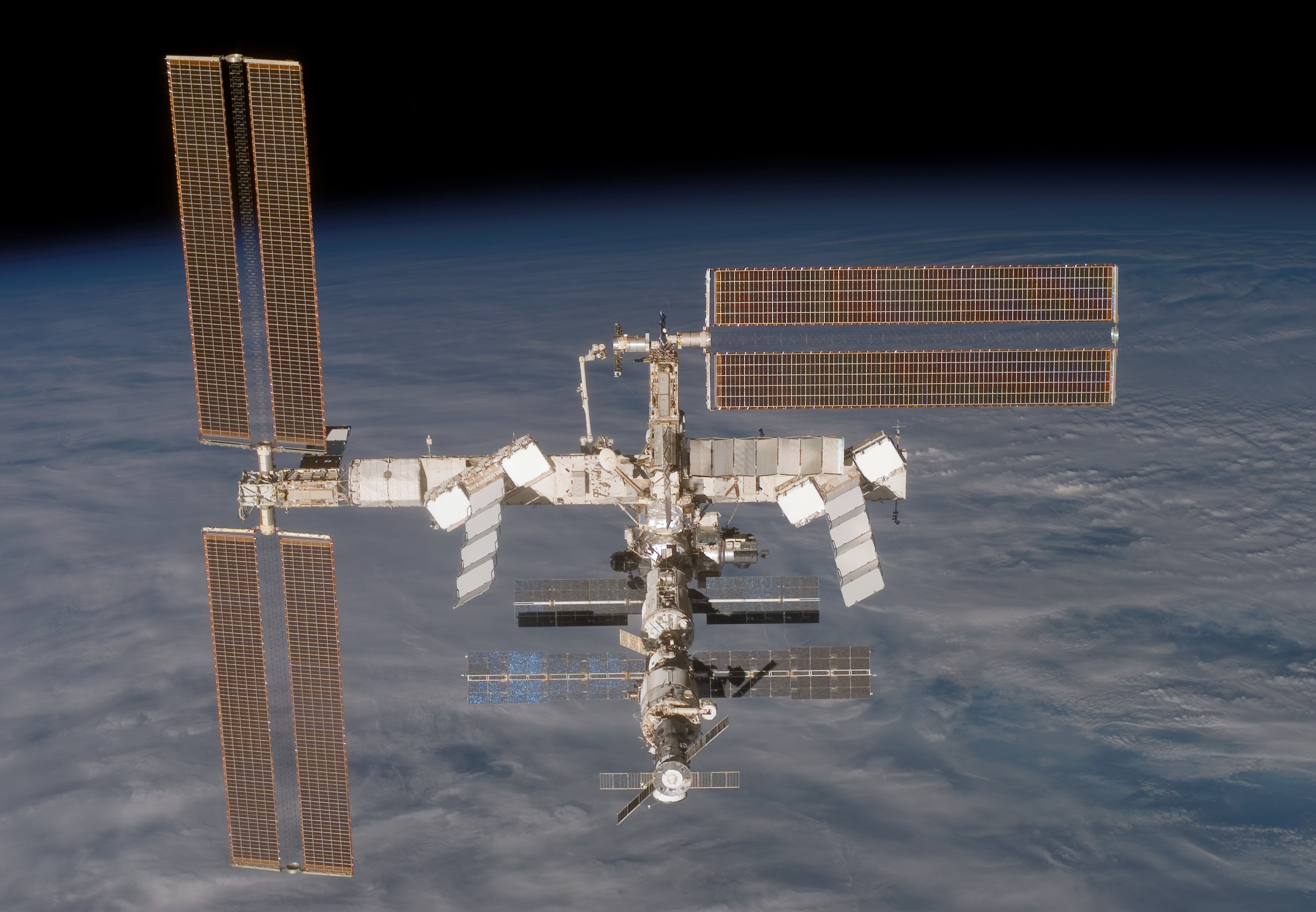
Widok z promu Discovery na stację ISS, po odłączeniu się od siebie, 19 grudnia 2006
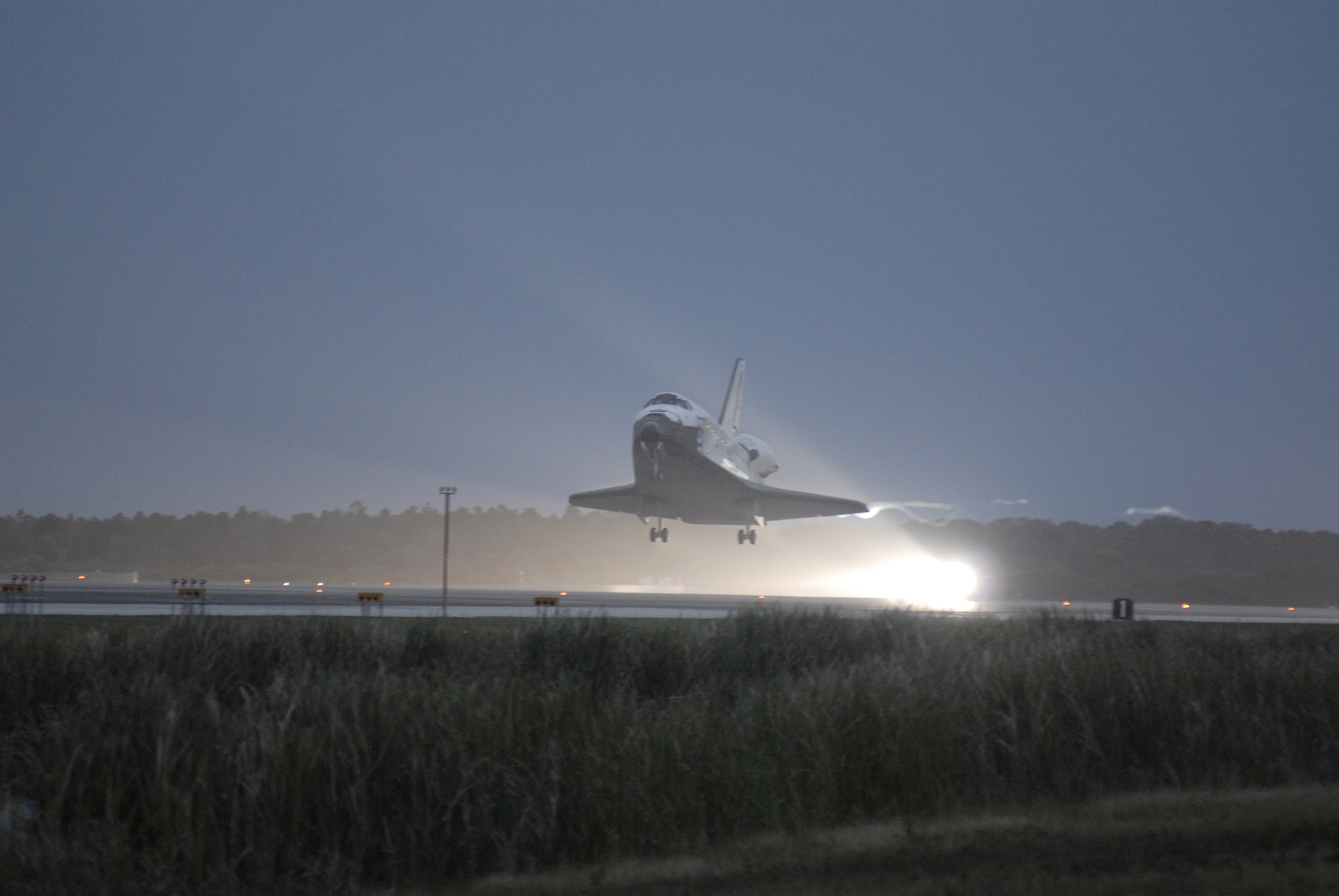
Powrót Discovery z misji STS-116 – lądowanie w KSC